# レイチェルZ
レイチェルZ（Rachel Z、現在はRachel Z Hakim）は、ジャズおよびロックのピアニスト兼キーボード奏者。
ジャズ・ミュージシャンとしてソロ・アルバム10枚を録音。「レイチェルZは即興演奏者であり、その自発的な演奏は、ハービー・ハンコックやマッコイ・タイナーなど天賦の才を持つミュージシャンの仕事に決して引けを取らない」と「ガーディアン」紙（2005年8月4日）においてジョン・フォーダムは意見を述べている。

## 略歴
1988年に、グラミー賞を受賞し、ゴールドレコードに認定された『トーキョー・ブルー』にてサックス奏者のナジーと共同で作曲を行っている。1988年から1996年にかけては、ヴィブラフォン奏者のマイク・マイニエリ率いるフュージョン・バンドのステップス・アヘッドでキーボードとピアノを演奏した。1995年、ウェイン・ショーターと、グラミー賞のベスト・コンテンポラリー・ジャズ・アルバムを受賞した彼のアルバム『ハイ・ライフ』で共演した。彼女は、CDにおける40曲に及ぶシンセサイザー・オーケストラ・サウンドやアコースティック・ピアノ・ソロ、さらに複数の並行して行われるワールド・ツアーを担当した。
彼女はスタジオでマーカス・ミラーとのプリプロダクションに密接に取り組み、シンセ・オーケストラをライブのアンサンブルに合わせて、ユニークで革新的なサウンドによる風景を作り出した。ジョージ・バトラー博士によってコロムビア・レコードと契約している間、影響力のあるCD『トラスト・ザ・ユニヴァース』をリリースした。このアルバムは、チャーネット・モフェットとアル・フォスターとのジャズを収めたA面と、レニー・ホワイトとヴィクター・ベイリーとのエレクトリック・ジャズを収めたB面を特徴としているという点でユニークなものだった。
1997年、彼女は次のソロCD『Room of One's Own – A Tribute to Women Artists』をレコーディングした。『ダウン・ビート』誌で4つ星を獲得し、オリジナルの作品と管弦楽のアンサンブル・アレンジで大いに高い評価を得た。
1999年、レイチェルZはスタンリー・クラークとレニー・ホワイトによるフュージョン・プロジェクトに参加した。「ヴァーツゥ (Vertú)」と呼ばれるこの取り組みは、ヴァイオリンのカレン・ブリッグス、ギターのリッチー・コッツェンなどのアーティストをフィーチャーした。また、彼女は実験的に自身のロック・グループ「Peacebox」のボーカリストとしての活動を試みている。この間に、ナポリ出身でイタリアン・ポップ界における伝説的な存在であったピノ・ダニエレとも仕事をしている。彼とは1996年に初めて演奏するようになり、2015年にダニエレが亡くなるまでツアーを行った。2002年から2006年の「グローイング・アップ」ツアーに参加し、ピーター・ガブリエルと共演した。これによりレイチェルはファン層を広げるとともに、ベーシストのトニー・レヴィンと一緒に仕事する機会を得た。『Dept. of Good and Evil』と題されたサヴォイ・レコードにおける彼女のプロジェクトは、とても好意的な歓迎を受けた。
2010年、夫のオマー・ハキムと「トリオ・オブ・オズ (The Trio Of OZ)」と呼ばれる新しいバンドを結成し、最初のCDをリリースしてツアーを開始した。Zとハキムは2010年に「OZmosis Records」も立ち上げた。このグループはソロモン・ドーシーをベースに追加して国際的にパフォーマンスを行い、2012年にはラ・グランデ・マドレ・ツアーを行っていたピノ・ダニエレに帯同し、トリオ・オブ・オズのツアー日程も行った。2013–2014年に、レイチェルZは「The Omar Hakim Experience」に追加されたシンセサイザー奏者としてレコーディングおよびツアーを行った。彼女は「Firehouse 12」でのライブがリリースされることとなる2014年のウェイン・エスコフェリーとのアメリカおよびヨーロッパ・ツアーでシンセサイザーを演奏した。2014年には、テリ・リン・キャリントンと「モザイク・ツアー」でツアーを行い、2015年にリリースされたコンコード・レコードからのアルバム『The Mosaic Project: Love And Soul』の録音にも参加している。2015年、ニール・ショーン・ヴォルテックスに加わり、ロック・バンド、ジャーニーのカナダにおける17公演でオープニング・アクトを担当した。
オズエクスペリエンス（OZExperience、現在は「オズモシス (Ozmosys＝Omar & Rachel Z)」）はスタジオで2枚目の作品をリリースすべく取り組んでおり、2019年にプロジェクトをリリースする予定である。バンドは、即興のEDM、エレクトロニカ、ジャズ、ファンク、オルタナティヴ・ロックを演奏している。その新しいグループは最近、パワー・ステーションでEPをレコーディングし、オマー・ハキムによってグルーヴスミス・スタジオでミックスされた。EP『Eyes to the Future Vol.1』は、2019年11月4日に、ギターにカート・ローゼンウィンケル、ベースにリンレイ・マルト、アディショナル・ギターとボーカルにJ. C. Maillardを迎えてリリースされた。バンドはロンドン・ジャズ・フェスティバルで以下のように歓迎された。「オズモシスは、ジャズの新たな波の到来を告げるものの一部だろうか? 誰が公正に判断できるだろうか? しかし、このカルテットは、ジャズ・カノンによって活性化される化学的なエネルギーを発散しながら、束縛された感じなしに、前方を見つめています」「演奏者たちはそれぞれ、束縛されていない最高の状態です。マルトによる雷のようなリズムと、永遠の器用さを養うハキムの潜在的に爆発的な音色の数々から、調和のとれた洗練が感じられ、そして（時には）レイチェルZとローゼンウィンケルによって提供されたメセニー風のメロディが聴いてとれる。ハキム&マルトのユニットは、Z&ローゼンウィンケルのマジックを和らげるリズミカルな推進力です。それは、複雑性を損なうことなく、メロディックで調和のとれた金を、感染力のある金塊として保持しつつ、強化しています。最も魅力的なのは、オズモシスを経験するのは聴衆だけではないということです」。 OZMOSYS、SOUTHBANK CENTRE、QUEEN ELIZABETH HALL @ EFG LONDON JAZZ FESTIVAL James Shufflebotham THURSDAY、NOVEMBER 28、2019 Jazzwise
『Vol.2』は、2020年初頭にリリースされる予定である。

## 背景
ニューイングランド音楽院の卒業生であるレイチェルZは、2000年からパフォーミング・アーツ・ニュー・スクール大学（ジャズおよび現代音楽研究）の教授を務めている。2018年からは、断続的にバークリー音楽大学のEPD（Electronic Production and Design）部門の客員アーティストを担当している。彼女は、スタジオ作曲の修士号を取得するため、2019年-2021年に、SUNY Purchaseに参加する。

## ディスコグラフィ

### ソロ・アルバム
- 『トラスト・ザ・ユニヴァース』 - Trust the Universe (1992年、Columbia)
- A Room of One's Own (1996年、NYC)
- 『ラヴ・イズ・ザ・パワー』 - Love Is the Power (1998年、GRP)
- On the Milkyway Express (2000年、Tone Center) ※レイチェルZ・トリオ名義
- Moon at the Window (2002年、Tone Center) ※レイチェルZ・トリオ名義
- 『愛は面影の中に』 - First Time Ever I Saw Your Face (2003年、Tokuma) ※レイチェルZ・トリオ名義
- Everlasting (2004年、Tone Center)
- 『グレース』 - Grace (2005年、Chesky)
- Mortal (2006年、ArtistShare) ※レイチェルZ・トリオ名義。ライブ
- Dept Of Good And Evil Feat. Rachel Z (2007年、Savoy/WEA)
- 『アイ・ウィル・ポゼス・ユア・ハート』 - I Will Possess Your Heart (2009年、Pony Canyon)

### ステップス・アヘッド
- 『陰陽』 - Yin-Yang (1992年、NYC)

### ヴァーツゥ
- 『ヴァーツゥ スタンリー・クラーク&レニー・ホワイト』 - Vertú (1999年、Sony)

### オズモシス
- 『トリオ・オブ・オズ』 - The Trio of OZ (2010年) ※トリオ・オブ・オズ名義
- We are One (2013年) ※The Omar Hakim Experience名義
- Eyes to the Future, Vol. 1 (2019年) ※EP

### 参加アルバム
ピーノ・ダニエレ
- Medina  (2001年、Sony)
- Pino Daniele, Francesco De Gregori, Fiorella Mannoia, Ron - In Tour (2002年、Sony)
- Concerto: Medina Live (2002年、Sony)
- Electric Jam (2009年、Sony)
- Boogie Boogie Man (2010年、Sony)
- La Grande Madre (2012年、Blue Drag/Sony)

その他
- アル・ディ・メオラ : 『キス・マイ・アクス』 - Kiss My Axe (1991年、tomato Records)
- ボビー・ワトソン : Urban Renewal (1995年、Kokopelli)
- レジーナ・カーター : Regina Carter (1995年、Atlantic)
- ウェイン・ショーター : 『ハイ・ライフ』 - High Life (1996年、Verve)
- アル・ディ・メオラ : 『インフィニット・デザイア』 - The Infinite Desire (1998年、Universal)
- ピーター・ガブリエル : 『HIT』 - Hit (2003年、Real World)
- ウェイン・エスコフェリー : Firehouse 12 (2013年、Sunnyside)
- テリ・リン・キャリントン : The Mosaic Project: Love And Soul (2015年、Concord)

### 映像作品
- ピーター・ガブリエル : 『グローイング・アップ・ライヴ』 - Growing Up Live (2004年、Real World)
- ピーター・ガブリエル : 『スティル・グローイング・アップ - ライヴ&アンラップト』 - Still Growing Up Live & Unwrapped (2005年、Real World)
- アル・ディ・メオラ : Al Di Meola Live at the Palladium (1996年、tomato Records)